# Wereldkampioenschappen zwemmen 2013 – 4×100 meter vrije slag mannen
De 4×100 meter vrije slag voor mannen op de wereldkampioenschappen zwemmen 2013 in Barcelona vond plaats op 28 juli 2013, series en finale. Na afloop van de series kwalificeren de acht snelste ploegen zich voor de finale.

## Records
Voorafgaand aan het toernooi waren dit het wereldrecord en het kampioenschapsrecord
| Wereldrecord         | Verenigde Staten Michael Phelps Garrett Weber-Gale Cullen Jones Jason Lezak | 3.08,24 | Peking | 11 augustus 2008 |
| Kampioenschapsrecord | Verenigde Staten Michael Phelps Ryan Lochte Matt Grevers Nathan Adrian      | 3.09,21 | Rome   | 26 juli 2009     |

## Uitslagen

### Series
| Rang | Serie | Baan | Namen                                                                 | Land             | Tijd    | Bijz. |
| ---- | ----- | ---- | --------------------------------------------------------------------- | ---------------- | ------- | ----- |
| 1    | 1     | 4    | Jimmy Feigen Anthony Ervin Ricky Berens Conor Dwyer                   | Verenigde Staten | 3:11.69 | Q     |
| 2    | 2     | 5    | Andrej Gretsjin Jevgeni Lagoenov Aleksandr Soechoroekov Danila Izotov | Rusland          | 3:12.43 | Q     |
| 3    | 1     | 5    | James Roberts Kenneth To Matt Targett Tommaso D'Orsogna               | Australië        | 3:13.04 | Q     |
| 4    | 2     | 4    | Amaury Leveaux Fabien Gilot Grégory Mallet William Meynard            | Frankrijk        | 3:14.01 | Q     |
| 5    | 1     | 6    | Luca Leonardi Marco Orsi Michele Santucci Filippo Magnini             | Italië           | 3:14.13 | Q     |
| 6    | 1     | 7    | Marcelo Chierighini Nicolas Oliveira Fernando Santos Vinícius Waked   | Brazilië         | 3:14.41 | Q     |
| 7    | 1     | 3    | Steffen Deibler Marco di Carli Christoph Fildebrandt Markus Deibler   | Duitsland        | 3:14.70 | Q     |
| 8    | 2     | 7    | Shinri Shioura Kenji Kobase Takuro Fujii Kenta Ito                    | Japan            | 3:15.46 | Q     |
| 9    | 2     | 6    | Dieter Dekoninck Emmanuel Vanluchene Glenn Surgeloose Jasper Aerents  | België           | 3:15.52 |       |
| 10   | 1     | 2    | Lü Zhiwu Lou Junyi Shi Tengfei Chen Tengfei                           | China            | 3:17.32 |       |
| 11   | 2     | 3    | Leith Shankland Chad le Clos Gerhard Zandberg Devon Myles Brown       | Zuid-Afrika      | 3:17.91 |       |
| 12   | 2     | 0    | Doğa Çelik İskender Baslakov Furkan Marasli Kemal Arda Gürdal         | Turkije          | 3:20.00 |       |
| 13   | 2     | 1    | Jan Šefl Tomáš Plevko Martin Žikmund Martin Verner                    | Tsjechië         | 3:20.12 |       |
| 14   | 2     | 2    | Joel Greenshields Thomas Gossland Luke Peddie Hassaan Abdel Khalik    | Canada           | 3:20.24 |       |
| 15   | 2     | 8    | Yang Jung-doo Chang Gyu-cheol Jeong Jeong-soo Shin Hee-woong          | Zuid-Korea       | 3:25.50 |       |
| 16   | 1     | 1    | Ahmed Akaram Marwan Ismail Mohamed Khaleb Shehab Younis               | Egypte           | 3:26.25 |       |
|      | 1     | 8    | Aitor Martínez Markel Alberdi Juan Miguel Rando Aschwin Wildeboer     | Spanje           |         | DSQ   |

### Finale
| Rang   | Baan | Namen                                                                 | Land             | Tijd     | Bijz. |
| ------ | ---- | --------------------------------------------------------------------- | ---------------- | -------- | ----- |
| Goud   | 6    | Yannick Agnel Florent Manaudou Fabien Gilot Jérémy Stravius           | Frankrijk        | 3.11,18  |       |
| Zilver | 4    | Nathan Adrian Ryan Lochte Anthony Ervin Jimmy Feigen                  | Verenigde Staten | 3.11,42  |       |
| Brons  | 5    | Andrej Gretsjin Nikita Lobintsev Vladimir Morozov Danila Izotov       | Rusland          | 3.11,444 |       |
| 4      | 3    | James Magnussen Cameron McEvoy Tommaso D'Orsogna James Roberts        | Australië        | 3.11,58  |       |
| 5      | 2    | Luca Dotto Luca Leonardi Marco Orsi Filippo Magnini                   | Italië           | 3.12,62  |       |
| 6      | 1    | Steffen Deibler Markus Deibler Christoph Fildebrandt Dimitri Colupaev | Duitsland        | 3.13,77  |       |
| 7      | 7    | Nicolas Oliveira Fernando Santos Vinícius Waked Marcelo Chierighini   | Brazilië         | 3.14,45  |       |
| 8      | 8    | Shinri Shioura Kenji Kobase Takuro Fujii Kenta Ito                    | Japan            | 3.14,75  |       |